# Муратов, Ростислав Сергеевич
Ростисла́в Серге́евич Мура́тов (22 октября 1907, Санкт-Петербург — 22 августа 1983, Ленинград) — доктор педагогических наук, профессор, заведующий тифлотехнической лабораторией НИИ дефектологии АПН СССР.

## Биография
Родился в семье горного инженера Муратова Сергея Владимировича, потомственного дворянина и сына Владимира Николаевича Муратова. Мать Ростислава — Любовь Леонидовна Муратова, в девичестве Тихомирова, была дочерью священника Леонида Михайловича Тихомирова.
В 1925 году старший сын Сергея Владимировича — Ростислав — оканчивает школу-девятилетку. При этом с 1924 года параллельно с учёбой в школе он работает в производственном отделе НИИ им. Лесгафта рабочим-оптиком. Затем заканчивает оптико-механический техникум. Решением Государственной Квалификационной Комиссии Ростиславу Сергеевичу Муратову на основании распоряжения Отдела Кадров ВСНХ от 15 марта 1931 года с сентября 1930 года присваивается звание инженера по оптической специальности. После этого он был переведён в Учебный комбинат преподавателем оптотехники.
В 1947 году Муратов, находившийся тогда в рядах Советской армии, разработал «Фотоэлектрический протез для слепых с фотоэлементом и преобразователем тока в акустические колебания, отличающийся тем, что, с целью получения пространственного восприятия, протез снабжён оптической системой, проецирующей изображение, лежащее в узком конусе, на фотоэлемент, причем сканирование предметов осуществляется самим слепым».
В послевоенные годы Р. С. Муратов становится организатором тифлотехнической лаборатории, которая в 1956 году была передана в НИИ дефектологии АПН СССР.
Р. С. Муратов — автор многих научных работ и большого количества приборов, обеспечивающих изучение слепыми и слабовидящими учебных предметов в полном объёме. Неизменно большим успехом пользовалась демонстрация возможности абсолютно слепого человека вести прицельную стрельбу в тире.

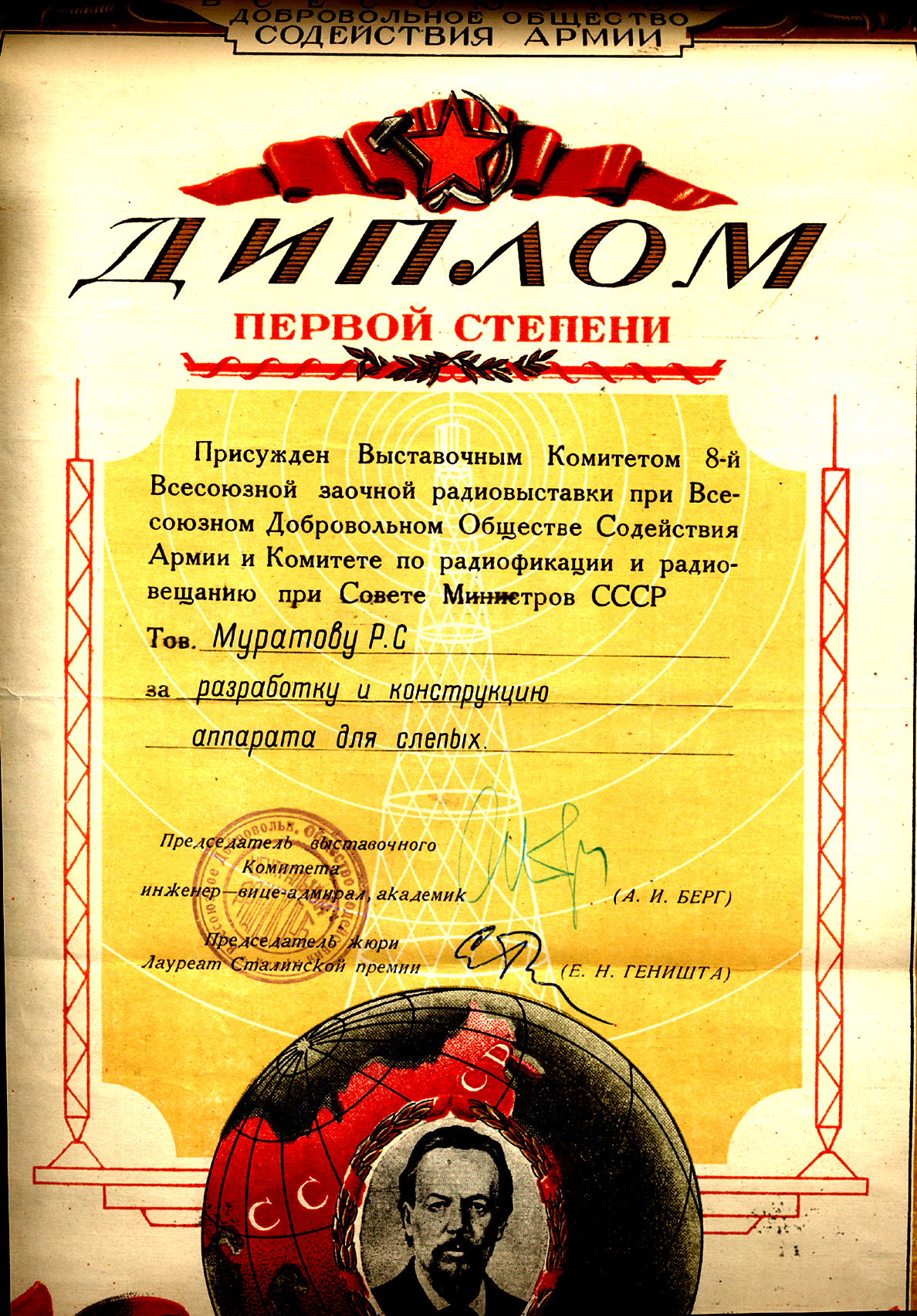
Диплом Всесоюзной конференции ДОСАрм

Его научные интересы были широки, а направления исследований разнообразны. Им изучались пути компенсации и коррекции дефектов зрения с применением специальных технических средств, возможности моделирования восприятия слабовидящими иллюстративно-графической наглядности, объектов и процессов трудовой деятельности, разрабатывались оптические средства коррекции нарушенного зрения. Изобретения и научные работы Р. С. Муратова получили высокую оценку, удостоены большой серебряной медали ВДНХ.

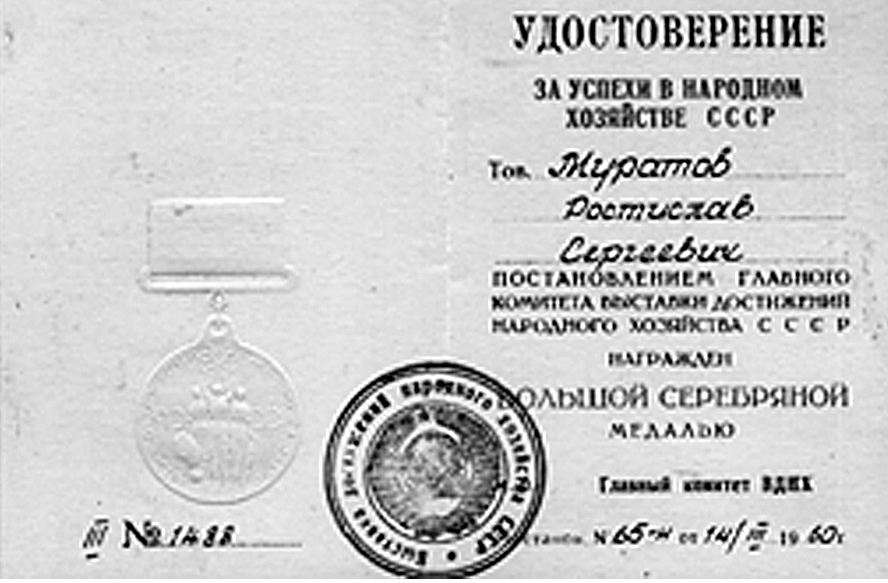
Удостоверение о награждении

Под его научным руководством велись поиски в создании читающих и обучающих машин, специальных комплексов для развития мобильности инвалидов по зрению, разрабатывались технические средства преобразования и представления слепым и слабовидящим учебной информации и др.
Многое из этих поисков воплотилось в методических пособиях, рекомендациях, приборах, оптических средствах, что нашло отражение в практике работы школ для слепых и слабовидящих детей и оказало преобразующее воздействие на учебно-воспитательный процесс в них.
2 июня 1978 года ВАК присуждает Муратову учёное звание профессора. Муратов подготовил высококвалифицированных специалистов, способных развивать чрезвычайно актуальное направление исследований в тифлопедагогике. Под его руководством были защищены шесть диссертаций на соискание учёной степени кандидата педагогических наук по специальной педагогике. Он является автором более 50 печатных работ, в числе которых: «Компенсация слепоты с помощью тифлоприборов» и «Технические средства обучения слепых и слабовидящих школьников».

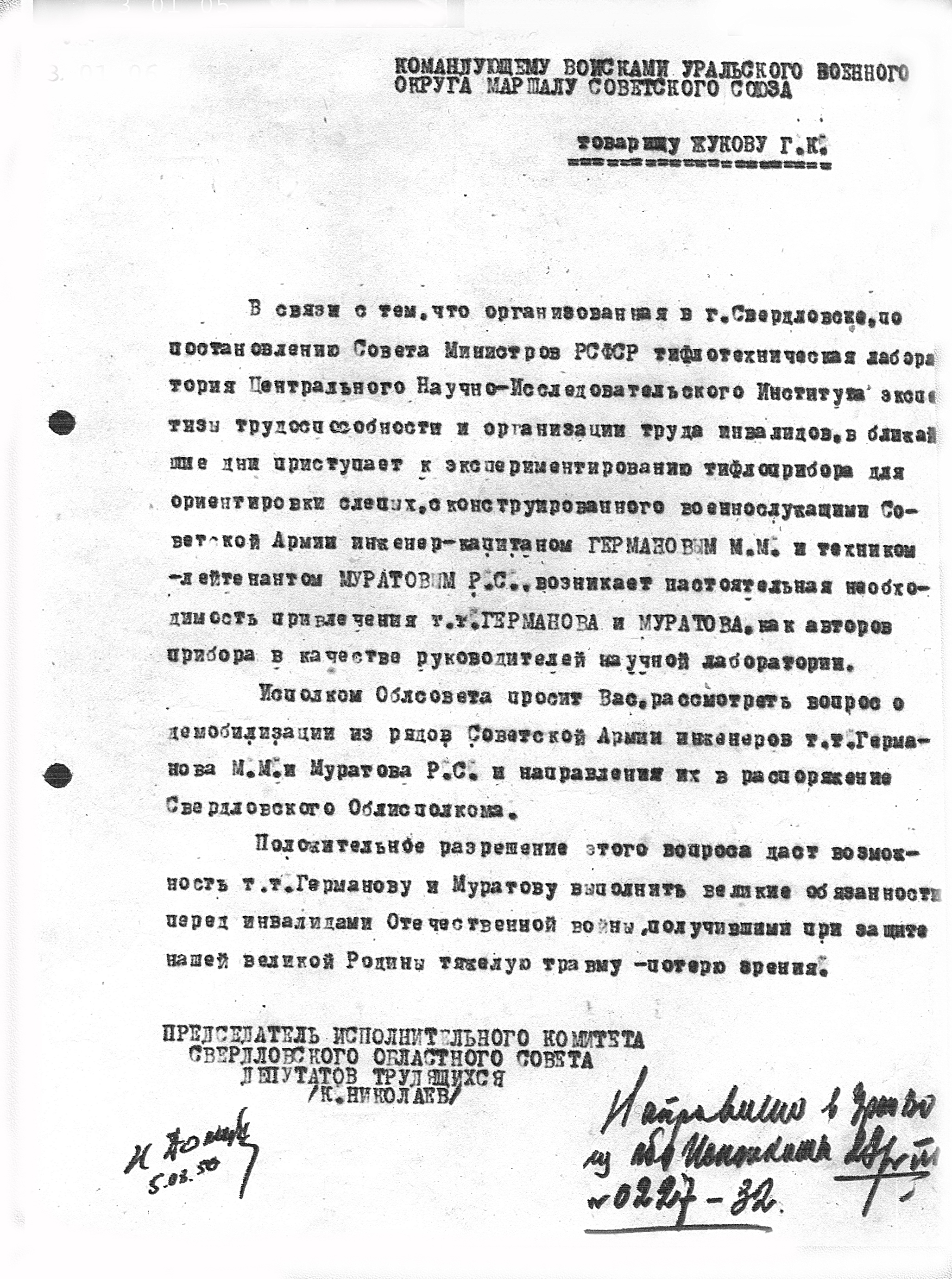
Обращение к Жукову Г. К.

В лаборатории под его руководством был создан комплекс учебно-наглядных пособий по ряду предметов школьного курса физики, химии, географии и астрономии и методик их преподавания с использованием разрабатываемой аппаратуры.
В целях эстетического развития слепых и слабовидящих учащихся, для которых, даже с использованием этой аппаратуры, восприятие таких сложных объектов искусства, как рисунок и живопись, была невозможна, им была начата разработка специфического лаконичного художественного стиля, условно названного им «экстрактивизмом». Для этого он использовал штриховой рисунок, в упрощённой и условной форме вызывающий ассоциации, связанные с теми или иными проявлениями эмоционального мира личности. С учётом возможности в будущем создания аппаратуры, воспринимающей многоцветное изображение, эти рисунки были выполнены в цвете.
Был активным участником научных сессий по дефектологии, Всесоюзных педагогических чтений, ряда международных конференций по тифлопедагогике. За время службы участвовал в работе зарубежных конференций в ГДР и Швеции.
Оказывал большую действенную помощь Всероссийскому обществу слепых, а также республиканским обществам в применении тифлотехнических приборов в целях обучения взрослых слепых, культурному обслуживанию и организации их труда.
Скончался 22 августа 1983 года в Ленинграде. Похоронен на Северном кладбище Екатеринбурга рядом с матерью.